# Olidiana pectitus
Olidiana pectitus är en insektsart som beskrevs av William Lucas Distant 1908. Olidiana pectitus ingår i släktet Olidiana och familjen dvärgstritar. Inga underarter finns listade i Catalogue of Life.